# Joseph Smith (piloto de bobsleigh)
Joseph Smith (1925-1983) fue un deportista estadounidense que compitió en bobsleigh. Ganó una medalla de oro en el Campeonato Mundial de Bobsleigh de 1953, en la prueba cuádruple.

## Palmarés internacional
| Campeonato Mundial | Campeonato Mundial           | Campeonato Mundial | Campeonato Mundial |
| Año                | Lugar                        | Medalla            | Prueba             |
| ------------------ | ---------------------------- | ------------------ | ------------------ |
| 1953               | Garmisch-Partenkirchen (RFA) | Medalla de oro     | Cuádruple          |